# アポカリプスホテル
『アポカリプスホテル』は、サイバーエージェントとCygamesPicturesの共同企画による日本のオリジナルテレビアニメ。2025年4月から6月まで日本テレビほかにて放送された。

## 概要
ホテルを舞台とした作品であるが、グランド・ホテル形式ではなくアンドロイドの従業員を主人公を中心とし、訪れる客と交流や、キャラクターの成長を描いた作品である。各話でジャンルが異なる展開となっているが、主人公役の白砂沙帆が「王道ホテルアニメ」と発言しており、制作側でもホテルを軸とすることを意識している。作中で100年以上の時が流れ、異星人との交流もあるなどSF要素も多い。また人間とロボットの倫理観の違いも強調されているが、現代の視聴者には倫理的に好ましくないと受け取られかねない展開もあり、CygamesPictures代表の竹中信広は今後の情勢により配信が停止される可能性もあるため、パッケージで手元に置いてほしいと発言している。

## あらすじ
未知のシダ植物由来とされるウイルス様物質の大気中濃度増加によって存亡の危機に立たされた人類が、地球を脱出してから長い年月が経過した。無人となった銀座にあるホテル「銀河楼（ぎんがろう）」では、従業員ロボットのヤチヨたちがオーナーの帰還と客の来訪を待ちながら日々の業務をこなしていた。100年ぶりに銀河楼に訪れたのは地球外生命体だったが、ヤチヨはホテルの威信をかけて客をもてなすべく奮闘する。

## 登場キャラクター

### 主要キャラクター
ヤチヨ
声 - 白砂沙帆
本作の主人公。2157年時点では銀河楼支配人代理の代理を務める。「地球に戻るまでホテルを頼む」というオーナーとの約束を守り、客が来ないホテルを運営し続けてきた。
仕事には真面目過ぎるほどに取り組み、言葉が通じない宇宙人に対しても真摯に接する。また従業員のロボットにも「○○さん」と敬語で話しかける。だがシャンプーハットが無いなど些細なトラブルでホテル存続の危機だと取り乱すなど、感情的になりやすい一面もある。またホテルの存続を日本の法律よりも優先し、客ではない対象には暴力も辞さないなど人間とは異なる倫理観で行動している。
本人も知らなかったが「イースターエッグ・プログラム」なるものが稼働しており、条件が明らかにされていない秘密のエクストラミッションを達成することで様々な新機能が追加される。どれもホテリエの業務にさほど関係のない機能ばかりであり、プログラム自体が実装された意図は不明。
第5話時点で、ポン子から宇宙公用語を教わったことにより、地球外生命体への接遇能力を獲得している。
自己診断機能を有しており、他のロボットをスキャンし自身に使用可能なパーツを選別することも出来る。
型番はカメマル技研製ホテリエ専用アンドロイドKGHO T8000。
| 話数 | エクストラミッション         | 追加機能       | 内容                                                                                 |
| ---- | ---------------------------- | -------------- | ------------------------------------------------------------------------------------ |
| 2話  | 宇宙人への接客               | 沸騰ポット     | 口から熱湯を出す。                                                                   |
| 3話  | お客様に手を上げる           | 花火           | 頭頂部より花火を出す。                                                               |
| 4話  | ミミズでハンバーグを作る     | プリティボイス | 声がかわいらしくなる。                                                               |
| 5話  | アルコールをエネルギーに変換 | わがままボディ | ボディの一部が変形し外見が大人っぽくなる。                                           |
| 7話  | 宇宙での迷子                 | 自爆           | ただし「星屑になることを推奨」されるのみで、自爆機能が発動したことは一度もなかった。 |
| 11話 | ペガサスに噛まれる           | 寄り目         | 左右の目の瞳が鼻柱近くに寄る。                                                       |
| 12話 | お客様をバカ呼ばわりする     | 口笛           | 呼気を用いて笛のような音を発生させる。                                               |
ポン子
声 - 諸星すみれ
第3話から登場したタヌキ星人（この呼称は地球の言葉に合わせた仮の名称である）一家の長女。第3話時点で54歳。地球人っぽい姿に化けているが、真の姿はタヌキそっくりで、しっぽの縞模様はアライグマに似る。
好奇心旺盛で元気な少女。自分を叱ってくれたヤチヨに憧れ、ホテルで働き始める。ヤチヨが宇宙を漂流していた期間は、支配人代理の代理の代理としてホテルを切り盛りしていた。銀河楼を訪れた時点では子どもの容姿だったが、第8話時点で10代後半から20代程度の容姿になっている。
理数系科目が得意で、本人によると、帝都ポンポコユニバーシティ宇宙工学科へ裏口から入学し、首席で卒業を果たしている。一家が乗ってきた宇宙船の修理も可能だったが、元々地球に定住するつもりだったため黙っていた。地球人の残したオカルト雑誌の影響で、かなりのオカルト好きな面があり、ハルマゲドンの存在を知っていたり、ホテルの宣伝用の衛星を打ち上げる際、同時に神の杖を配備することを主張したりした。
環境チェックロボ
声 - 三木眞一郎
第2話より登場。地球を脱出した人類に地球環境のデータを送り続ける任務を帯びており、旅人宇宙人の船が降りたことによる銀河楼の周辺環境の異変を察知して初めて銀河楼を訪れ、その後もたびたび顔を見せている。見た目は普通の箱型ロボットだが、地球の危機となるものを排除する権限が与えられており、ビーム砲に変形する機能をもつ。ポン子からは「だぜちゃん」と呼ばれている。
軽い口調で話しフレンドリーな雰囲気を感じさせる一方、危険だと判断したものに対しては冷徹に対応する。送信した環境データに対する人類の反応が無いことを知っており、ヤチヨと違って人類の帰還については諦めている。

### 銀河楼関係者
ドアマンロボ
声 - 東地宏樹
ドアマンとして勤務するロボット。「絶対に宿泊客に尻を向けない」よう、体の前後ともに前面（胸側）のデザインとなっており、頭部を180度回転させて「前面となる側」を選択している。
ドア開閉の仕事に誇りを持っており、第2話で滞在する旅人宇宙人が自分でドアを開けてホテルの外へ出た際には「なぜ開けさせてくれないのか」と嘆いていた。
内蔵のクーラント液不足で度々オーバーヒートを起こしてはヤチヨに頭から大量の水をかけられていたが、実際にはあまり水が得意ではなく、水よけのため客室（405号室）から密かにシャンプーハットを持ち出し、それをかぶって勤務するようになる。のちにヤチヨもそのことを把握し、2話でオーバーヒートした際には、霧吹きで水をかけられている。
ハエトリロボ
四角いボディに4足の黄色い小型ロボット。上部に害虫駆除用のレーザーガンが装備されている。また額に相当する部分に文字を表示することが可能で、ヤチヨの代理でフロント業務などをすることもある。ヤチヨに対しては敬意を抱いているらしく、環境チェックロボが「人類が生き残っているのかどうかも怪しい」と言ってヤチヨを傷つけたときには、環境チェックロボに対してツッコミ代わりのレーザーガンを発射している。
お掃除ロボ
円筒形ボディに4足のロボット。ハタキのような物が内蔵されている。黄色と水色の2種類がいて「甲さん」「乙さん」と呼び分けられている。先を争って朝礼に参加しようとするあまり体をぶつけ合ったり、一方が掃除したあとを他方が手でぬぐってホコリのチェックをしたりと、相互に仕事ぶりをチェックし合う間柄である。
調理担当ロボ　
円筒形ボディに多くの腕がついた白いロボット。厨房担当。
バーテンロボ　
円筒形ボディに蝶ネクタイと黒いベストを着用し2本の腕がついたバーテンダーを記号化したようなデザインのロボット。バー担当。
菜園飼育担当ロボ
四角いボディに4足の青いロボット。散水などの能力がある。
ポーターロボ
ワゴンのようなボディに4足の黄色いロボット。お掃除ロボを乗せて階段を移動したりすることもある。
営繕担当ロボ
蜘蛛な形状で外壁に張り付いて移動できるロボット。内外装の清掃や修繕を行う。仕事ぶりは優秀で、ドアマンロボからも親しみを込めて「大将」と呼ばれている。
掘削ロボ
温泉掘り担当のロボット。1話の段階で損傷して再起動不可能となり無期限休職扱いとなる。
オーナー
声 - 木下浩之
銀河楼のオーナーだった初老の男性。左目尻に星型の痣がある。人間とロボットの共存を望んでいた心優しい人物。地球を脱出した際にヤチヨ達にホテルの運営を託した。茶道を嗜んでいる。
温泉の提供、ウイスキーの生産や、広告のための人工衛星の打ち上げなどの夢を従業員（ホテリエロボ）に語っており、それらは後にヤチヨらの尽力で実現している。

### タヌキ星人一家
ポン子
→「#主要キャラクター」を参照。
ブンブク
声 - チョー
タヌキ星人一家の父親。本名は「ブンブク・プロチオーネ」。地球を脱出した宇宙船から地球の情報を得ており、地球の言葉を話すことが可能で、下手だが文字も書ける。ポン子ほどではないが機械に強い。
マミ
声 - 本田貴子
タヌキ星人一家の母親。他人に対しては軽率な発言をしたり高飛車に出たりするが、家族のことは心から愛している。ただし、娘であるポン子の誕生は「お酒による一夜の過ち」によるもの（第5話）らしく、本人は「大切な過ち」と語っていたが、事実を聞き知ったポン子は引いていた。
フグリ
声 - 田村睦心
タヌキ星人一家の長男でポン子の弟。甘えん坊で泣き虫だが、意外と逞しい面もある。嘘をつくのが苦手。当初はポン子同様子どもの容姿だったが、第10話時点で大人の容姿になり、「フグリポン山」と名乗る陶芸家となった。作品は銀河楼に飾られたり、宿泊客用の食器も作っている。12話時点では事情は不明だが陶芸活動を休止しており、無職を自称している。
ムジナ
声 - 榊原良子
タヌキ星人一家の祖母。過酷な経験を積んできたためか、かなり肝が座っている。第8話で体調不良状態であることが語られ、第9話でポン子の結婚式のためのビデオレターを残し天寿を全うした。
ポンスティン
声 - 花江夏樹
第8話より登場。ポン子の夫。医者をしている。ヤチヨの不在期間中に客として銀河楼を訪れ、体調を崩したムジナの治療をするようになり、その後ポン子と結婚した。
タマ子
声 - 木野日菜
第10話より登場。ポン子とポンスティンの娘。ホテリエ見習いとして銀河楼に勤める。

### 宇宙人たち
旅人宇宙人
声 - 野津山幸宏
第2話に登場。銀河楼が約100年ぶりに迎えた客。サボテンのような外見をした地球外生命体で、704号室に宿泊した。当時宇宙語の心得がなかったヤチヨとは会話手段がなく、コミュニケーションを取るのに往生した。母星に貨幣の概念が無いようで、ヤチヨの手引きにより宿泊費は銀行の廃墟に落ちている現金を「拾って」支払った。地球を離れる際に、ヤチヨに母星の植物の種を渡した。後に地球外生命体用の雑誌に地球での旅の様子を寄稿している。
ヌデル・メリッサ・スコロペンドラ
第4話に登場。「ヌデル」と呼ばれることが多い。巨大なミミズのような地球外生命体で、ポン子によればヌデルが棲みついた星は皆滅んだという。環境チェックロボのビームを跳ね返す強靭な肉体を持ち、きわめて獰猛で雑食な猛獣のような生態。ただし調理した肉は非常に美味らしく、「ヌデルの黄昏ソテー」としてレストランのレギュラーメニュー入りを果たし、タヌキ星人たちやハルマゲにも好評だった。のちには食肉用に養殖されるようになる。
触手宇宙人
声 - 井上和彦
第5話に登場。青いアメーバのような外見をした地球外生命体。友達である旅人宇宙人の推奨で銀河楼を訪れた。
触手愛人
声 - 新谷真弓
第5話に登場。赤いアメーバのような外見をした地球外生命体。触手宇宙人に浮気相手として連れられて銀河楼を訪れ、破局後に単独で銀河楼のバーに来店した。
凶悪宇宙人（ハルマゲ）
声 - 山路和弘
第6話に登場。宇宙の文明を滅ぼして廻っている凶悪な宇宙人。地球がすでに滅びていることを知らずに訪れた。ポン子からはハルマゲドンにちなんで「ハルマゲ」と呼称される。旅人宇宙人同様文無しで、同じように銀行から現金を拾って宿泊した。ヌデルが好物らしく、地球にいたヌデルを狩って銀河楼に食材として持ち込んだ。ヤチヨとの交流について、ポン子からは互いに恋をしていると疑われている。普段は強襲殲滅型外骨格なるパワードスーツを身に着けて戦うが、生身でも充分な戦闘力を持っている。
キャプテン・アヴィオール
声 - 梅原裕一郎
第6話に登場。凶悪宇宙人を追って地球にきたヒーロー。
ドクター・ベクルックス
声 - 斧アツシ
第6話に登場。キャプテン・アヴィオールと共に地球にきたヒーロー。
マイティ・カフ
声 - 稲田徹
第6話に登場。キャプテン・アヴィオールと共に地球にきたヒーロー。「マイティ」という単語しか喋らない。
アルゴンマン
第6話に登場。キャプテン・アヴィオールと共に地球にきたヒーロー。作中では一度も喋らない。
温和宇宙人
声 - 安達貴英
第10話に登場。強面宇宙人曰く凶悪なテロリストで、数多の星の建造物を爆破してきた。タマ子にキャンディーをあげる優しさも持ち合わせている。竹中信広によると死因の設定はあるが公表するタイミングを逃したという。
強面宇宙人
声 - 津田健次郎
第10話に登場。テロリストを追って地球に来た、自称・コズミック刑事（デカ）。温和宇宙人を何度も追い詰めては、すんでの所で逃げられている。
トマリ＝イオリ
声 - 小松未可子
第12話に登場。人類の子孫。地球の状態を調査するために訪れて、宇宙服のまま銀河楼に宿泊した。

## スタッフ
- 原案 - ホテル銀河楼 管理部[1]
- 監督 - 春藤佳奈[4]
- キャラクター原案 - 竹本泉[1]
- シリーズ構成 - 村越繁[1]
- アニメーションキャラクターデザイン - 横山なつき[4]
- コンセプトアート - 橋本真樹
- イメージボード・美術設定原案 - 大久保錦一
- メカニカルデザイン - 曽野由大
- サブキャラクターデザイン - 阿見圭之介、森藤希子、野田康行、小池智史
- プロップデザイン - 阿見圭之介、西願宏子、槙田路子、野田康行
- 総作画監督 - 横山なつき、小池智史、野田康行、阿見圭之介、吉村萌
- 美術設定 - 高橋武之、曽野由大、岡部美緒、村田裕斗
- 美術監督 - 本田こうへい[4]
- 色彩設計 - 砂子美幸[4]
- 3D監督 - 中野祥典[4]
- 撮影監督 - 岡崎正春[4]
- 編集 - 神宮司由美[4]
- 音響監督 - 飯田里樹[4]
- 音楽 - 藤澤慶昌[4]
- 音響制作 - dugout[4]
- 音楽制作協力 - SCOOP MUSIC[4]
- プロデューサー - 椛嶋麻菜美、蛇名涼、木村淳、佐野貢一、塩谷尚史
- 制作統括 - 竹中信広
- アニメーションプロデューサー - 上内健太
- アニメーション制作 - CygamesPictures[1]
- 製作 - サイバーエージェント、日本テレビ、竹書房、サミー、arma bianca
- 製作幹事 - サイバーエージェント[4]

## 主題歌
「skirt」
aikoによるオープニング主題歌。作詞・作曲はAIKO、編曲は島田昌典。
「カプセル」
aikoによるエンディング主題歌。作詞・作曲はAIKO、編曲は島田昌典。
「アポカリプス」
朴璐美による第6話挿入歌。作詞・作曲・編曲は磯崎健史。
「ぽんぽこうた」
ムジナ（榊原良子）による第9話挿入歌。作詞はma-saya、作曲・編曲は加藤裕介。

## 各話リスト
| 話数 | サブタイトル                       | 脚本       | 絵コンテ | 演出                                       | 作画監督 | 総作画監督            | 初放送日      |
| --- | ---------------------------------- | ---------- | -------- | ------------------------------------------ | --- | --------------------- | ------------- |
| 第1話 | ホテルに物語を                     | 村越繁     | 春藤佳奈 | 廖程芝                                     | 小澤龍之介 森藤希子 岡崎滉 新村杏子                                                                                | 横山なつき            | 2025年 4月9日 |
| 人類が地球を離れてから100年、銀座のホテル「銀河楼」のホテリエロボット・ヤチヨは、銀河楼を維持しながらオーナーの帰還と客の来訪を待っていた。ある日、浴室のひとつからシャンプーハットが無くなっていることが判明し、それによってホテルの存続率が0パーセントになると計算したヤチヨは従業員総出で捜索しようとするが、シャンプーハットを持ち出したのは正面玄関の開閉を担当するドアマンロボだった。ドアマンロボから真意を聞いたヤチヨは、このままでは銀河楼が廃業になることや、従業員の気持ちがわからなかったことで消沈する。そこへ100年ぶりとなる客がやってくるが、それは地球人ではなく星々を旅する宇宙人だった。 |                                    |            |          |                                            | |                       |               |
| 第2話 | 伝統に革新と遊び心を               | 村越繁     | 諸冨直也 | 川部真也                                   | 矢永沙織 王國年 槙田路子 高妻匠                                                                                    | 小池智史              | 4月16日       |
| 地球外生命体が客となるのは初めてだったが、ヤチヨは通常と変わらず旅人宇宙人への接客に努め、その過程でシャンプーハットが無くともホテルを運営できると知る。そこへ、旅人宇宙人の船を観測してやってきたという環境チェックロボが現れる。環境チェックロボによると、いずれ人類が戻ってくる時のために地球環境の調査結果を宇宙にいる人類へ都度報告していたが、ここ数十年は音信不通で、帰還する確率ないし生存している確率は極めて低いという。ヤチヨは旅人宇宙人との意思疎通への不安と併せて再び消沈するが、オーナーの言葉を思い出して気力を取り戻す。やがて旅人宇宙人は、謎の植物が入った試験管をヤチヨに渡して銀河楼を去る。 |                                    |            |          |                                            | |                       |               |
| 第3話 | 笑顔は最高のインテリア             | 村越繁     | 鈴木行   | 柴田彰久 城戸康平                          | 阿見圭之介 王國年                                                                                                  | 阿見圭之介 横山なつき | 4月23日       |
| 旅人宇宙人の来訪から50年が経過し、新たにタヌキ星人の一家が銀河楼を訪れる。一家によると、激化する縄張り争いから逃れるために母星を離れ、発見した地球人の船で地球の言葉や知識を覚えたという。地球人が生きていると喜ぶヤチヨに、一家は船内の地球人がすでに死んでいたと言い出すことができなかった。水槽で水浴びしたり、廊下や部屋でため糞を行ったりする一家に、ヤチヨは地球のホテルのルールを教えつつ客に寄り添おうとする姿勢を見せる。しかし、それによって一家が増長し、習性と称してホテルで好き勝手に振る舞い始めたため、ヤチヨは怒りを爆発させる。一家は反省し、娘のポン子は銀河楼で働くことを申し出る。 |                                    |            |          |                                            | |                       |               |
| 第4話 | 食と礼儀に文化あり                 | 和田崇太郎 | 春藤佳奈 | 徐傅峰                                     | はまだまこと 佐藤悠己 王國年 渡辺大貴                                                                              | 阿見圭之介 横山なつき | 4月30日       |
| レストランで同じ食事ばかり提供されることについて、タヌキ星人の一家から不満の声が上がる。ヤチヨはメニューを増やすために、ポン子を連れて食材探しに出かける。その途中で、ミミズに似た巨大な地球外生命体・ヌデルに遭遇し、捕食されそうになる。合流した環境チェックロボとともに砂漠地帯にある廃ビルの屋上へ逃げるが、ヌデルを放置すると地球にも悪影響をおよぼすことを知り、ヤチヨはタワークレーンでヌデルを釣り上げることを提案する。釣り餌が必要になるが、事前にとった魚はヌデルにあっけなく食べられ、ポン子はバッテリー不足のヤチヨに代わって命懸けで生き餌になり、ヌデルを仕留めることに成功する。ヌデルを使った料理は一家にも好評を得る。 |                                    |            |          |                                            | |                       |               |
| 第5話 | 限りある時間に惜しみないサービスを | 和田崇太郎 | 片岡史旭 | 片岡史旭                                   | 村田駿 井上廉太 長沼智也                                                                                           | 吉村萌                | 5月7日        |
| 旅人宇宙人から銀河楼について教えられた、触手宇宙人とその浮気相手の触手愛人が銀河楼を訪れる。触手宇宙人たちの要望で酒を提供するが、タヌキ星人の一家が毎晩消費していたこともあって在庫が切れる。ヤチヨはオーナーが遺したウイスキーをもとに、タヌキ星人の一家とも協力して新たな酒を作り始め、長い年月をかけた末に納得のいくウイスキーを完成させる。その後、触手宇宙人と別れて1人で銀河楼を再訪した触手愛人に、ヤチヨは酒作りに例えて言葉を送る。 |                                    |            |          |                                            | |                       |               |
| 第6話 | おもてなしにはうらもなし           | 村越繁     | 上村泰   | migmi                                      | 鵲あかね 滝吾郎 三橋桜子 高妻匠                                                                                    | 野田康行 横山なつき   | 5月14日       |
| 約100年間滞在していたタヌキ星人の一家は、宇宙船の修理を諦めて正式に地球に住むことに決め、銀河楼をチェックアウトして付近に宇宙船を解体して作った家に移る。その矢先、いくつもの文明を滅ぼし、次の標的を地球に定めた凶悪宇宙人（ハルマゲ）が現れるが、ヤチヨから地球の現状と銀河楼について教えられて滞在し始める。やがて、ハルマゲを追ってきた4人組の正義のヒーロー宇宙人が地球に降り立つ。辛くもヒーロー宇宙人を撃退したハルマゲは、今後も自分を狙う者たちが地球へやってくることを危惧し、チェックアウトすることに決める。ヤチヨに頼んで近辺の案内を受けた後、光線によって温泉を発掘して地球を去る。 |                                    |            |          |                                            | |                       |               |
| 第7話 | お辞儀は深く志は高く               | 和田崇太郎 | 佐伯昭志 | 一居一平                                   | 廣冨麻由 Gia Huy 文鴦 王亜楚 前川葵 矢永沙織 新村杏子 伊藤正士                                                     | 野田康行              | 5月21日       |
| 銀河楼は宇宙人向けの客寄せを試す中で、宣伝のために人工衛星を打ち上げることに決める。ポン子はハルマゲの一件から、ホテルを守るための手段が必要だと考え、オカルト雑誌から着想を得て神の杖の配備を提案する。ヤチヨは当初、規則などの問題から神の杖に否定的だったが、ポン子の思いを聞き入れて考えを改める。銀河楼とタヌキ星人の一家は計画に着手するが、ロケットを打ち上げる上での重量の問題に直面し、ポン子に代わってヤチヨが宇宙へ行くことになる。70年を費やして打ち上げに成功するが、手動での神の杖の配置中に太陽フレアが発生し、命綱が切れたヤチヨは宇宙に投げ出される。 |                                    |            |          |                                            | |                       |               |
| 第8話 | おしおきはグー！なかなおりはパー！ | 村越繁     | 藤原準   | 藤原準                                     | 前川葵 岡崎滉 槙田路子 矢永沙織 新村杏子 西願宏子 高妻匠                                                           | 小池智史              | 5月28日       |
| ヤチヨが宇宙を彷徨ってから20年、ようやく地球に帰還することに成功したものの、地上へと降下中にヤチヨの留守を守り支配人代理の代理の代理となっていたポン子がホテルに配備した迎撃ミサイルの誤射により、ボディーに甚大な損傷を受け、システムダウン状態になってしまう。それから50年、業務の傍らヤチヨを修理し続けていたポン子の前でヤチヨは再起動を果たす。しかし、ボディーはパーツ不足により両手はマジックハンド型、下半身は豆戦車のようなキャタピラー式になっていた。ヤチヨ不在の間に、露天風呂にヤチヨをモデルとした涅槃像を建造したり、シャンプーハットを廃止するなどのポン子流のホテル運営方針に違和感を覚え、さらには急ごしらえのボディーでは、人型の頃のような業務が実質不可能になってしまったことからヤチヨは激しく心神喪失状態となり、結果ホテリエとしての立場を放棄し、暴走族風に自らを改造し暴走や破壊行為に明け暮れてしまう。そんなやさぐれたヤチヨに、ポン子がパワードスーツで立ちはだかり戦闘となる。心身ともに本気でぶつかり合った激しい戦いの末、ヤチヨとポン子は強い絆を築き、改心したヤチヨは支配人代理の代理に復帰することとなった。 |                                    |            |          |                                            | |                       |               |
| 第9話 | お客様の人生に、今日という栞を     | 村越繁     | 金﨑貴臣 | migmi                                      | 鵲あかね 滝吾郎 森藤希子 菊池有騎 高妻匠                                                                           | 吉村萌 横山なつき     | 6月4日        |
| ポン子が医者のタヌキ星人・ポンスティンと結婚することを報告し、銀河楼で結婚式を挙げることになった。その矢先に、以前から体調を悪くしていたポン子の祖母・ムジナが逝去する。ポン子は披露宴を中止にしようとするが、ヤチヨはムジナが遺したメッセージについて教えて考えを改めさせ、ボディを元通りに直してもらった上で司会として「結婚葬儀披露宴」に臨む。 |                                    |            |          |                                            | |                       |               |
| 第10話 | シーツの白さは心の白さ             | 和田崇太郎 | 鈴木行   | 川部真也 城戸康平 片岡史旭 谷本頼洋        | 王國年 矢永沙織 前川葵 岡崎滉 伊藤正士 新村杏子 西願宏子                                                           | 阿見圭之介 横山なつき | 6月11日       |
| ポン子とポンスティンの間に娘のタマ子が生まれ、銀河楼で手伝いをするようになった。ある時、自分の滞在を隠そうとする温和宇宙人が銀河楼で一泊するが、翌朝、部屋で遺体として発見される。殺人事件だと判断したヤチヨは、発覚して客足が遠のくことを恐れ、隠蔽することに決めるが、そこへ温和宇宙人と瓜二つの強面宇宙人が現れる。強面宇宙人はコズミック刑事で、爆弾魔の温和宇宙人を追ってきたという。強面宇宙人はヤチヨたちを怪しみ、やがて遺体を隠そうとしていたところを見咎めるが、突然苦しみ出し、温和宇宙人と同様に不審死を遂げる。2人の遺体はムジナの墓のそばに埋められる。 |                                    |            |          |                                            | |                       |               |
| 第11話 | 穴は掘っても空けるなシフト！       | 村越繁     | 廖程芝   | 廖程芝 春藤佳奈 城戸康平 西願宏子 谷本頼洋 | 村田駿 井上廉太 新村杏子 西願宏子 長沼智也 王國年 KAGO 岡崎滉 滝吾郎 矢永沙織 前川葵 塚本あかね 李信英 槙田路子 雷 | 野田康行              | 6月18日       |
| ポン子は環境チェックロボから教えられた本屋にあった書籍で労働基準法を知り、ヤチヨに休暇を命じる。今まで休暇を必要としていなかったヤチヨは何をすれば良いかわからず、客として銀河楼で宿泊する。ヤチヨは自身のシステムチェックによって、一部パーツの推奨使用期限を過ぎていたことを知り、交換パーツを探しながら無人の街を散策する。 |                                    |            |          |                                            | |                       |               |
| 第12話 | 銀河一のホテルを目指して           | 村越繁     | 春藤佳奈 | 春藤佳奈                                   | 前川葵 岡崎滉 菊池有騎 森藤希子 鵲あかね 阿見圭之介 横山なつき 滝吾郎 矢永沙織 高妻匠 新村杏子 伊藤正士 西願宏子   | 小池智史              | 6月25日       |
| 地球環境の調査を目的として、人類の子孫であるトマリ＝イオリが銀河楼を訪れる。トマリは環境チェックロボから、地球で蔓延していたウイルスは旅人宇宙人が持ち込んだ植物によってすでに浄化されていたことを教えられるが、宇宙服を脱いだ後でアレルギー症状を起こして倒れる。長期間宇宙船で生活していたトマリたち人類の方が、地球の環境に適応できなくなっていた。一方でヤチヨは、待ち望んでいた人類にもかかわらず、その喜びが地球外生命体の来訪と同程度のものだったことに戸惑い、自身の故障を疑う。しかしポン子からはその理由について、何百年もホテルを運営する中で、人類と同じくらい地球外生命体の存在が大きくなっていたからであり、オーナーとの最初の約束以上の偉業を成し遂げていると指摘される。その後、無事に回復したトマリの要望で、他の宿泊客と同様に食事を提供し、地球で暮らせなくても滞在はできると伝えて見送る。しかし、トマリが去り際に遺した「きっとすぐに帰ってくるから、それまでホテルを続けていてほしい」という言葉に、ヤチヨは具体的な期間が提示されていないことへの不満を叫ぶのだった。                                                     |                                    |            |          |                                            | |                       |               |

## 放送局
| 放送期間                | 放送時間                     | 放送局     | 対象地域   | 備考                                 |
| ----------------------- | ---------------------------- | ---------- | ---------- | ------------------------------------ |
| 2025年4月9日 - 6月25日  | 水曜 1:34 - 2:04（火曜深夜） | 日本テレビ | 関東広域圏 | 製作局 /『AnichU』枠                 |
| 2025年4月11日 - 6月27日 | 金曜 23:00 - 23:30           | AT-X       | 日本全域   | CS放送 / 字幕放送 / リピート放送あり |

| 配信開始日    | 配信時間                           | 配信サイト | 備考                   |
| ------------- | ---------------------------------- | --- | ---------------------- |
| 2025年4月9日  | 水曜 2:15（火曜深夜） 更新         | ABEMA Lemino アニメタイムズ | 最速放送               |
| 2025年4月12日 | 土曜 2:15（金曜深夜） 以降順次更新 | Amazon Prime Video AnimeFesta DMM TV dアニメストア （本店・for Prime Video・ニコニコ支店） FOD Hulu J:COM STREAM milplus 見放題パックプライム TELASA （見放題プラン） U-NEXT アニメ放題 バンダイチャンネル | 見放題配信             |
|               |                                    | Amazon Video HAPPY!動画 J:COMオンデマンド milplus music.jp TELASA（レンタル） Video Market YouTubeムービー&TV カンテレドーガ ニコニコチャンネル                                                            | レンタル配信           |
|               |                                    | TVer ニコニコ生放送 日テレ無料TADA | 最新話期間限定無料配信 |

## BD
| 巻 | 発売日             | 収録話          | 規格品番   |
| -- | ------------------ | --------------- | ---------- |
| 1  | 2025年7月30日      | 第1話 - 第3話   | CAXA-10001 |
| 2  | 2025年8月27日予定  | 第4話 - 第6話   | CAXA-10002 |
| 3  | 2025年9月24日予定  | 第7話 - 第9話   | CAXA-10003 |
| 4  | 2025年10月29日予定 | 第10話 - 第12話 | CAXA-10004 |

## 漫画
キャラクター原案の竹本泉によるコミカライズ『アポカリプスホテルぷすぷす』が『ストーリアダッシュ』（竹書房）にて2025年4月11日から6月27日まで連載された。公式Xでは放送終了後に1ページ漫画『アポカリプスホテルぷすぷすぷす』をアップロード。さらに竹本のX個人アカウントにて、日記漫画「もにょにょ式」の番外編として『アポカリプスホテルぷすぷすぷすぷす』が不定期連載されている。
- 竹本泉（漫画）・ホテル銀河楼 管理部（原案） 『アポカリプスホテルぷすぷす』 竹書房〈バンブーコミックス〉、2025年7月7日発売[15]、ISBN 978-4-8019-8691-6